# World Wide Live
Pour la vidéo, voir World Wide Live (vidéo).
Albums de Scorpions
Love at First Sting
(1984) Savage Amusement
(1988)
Singles
1. No One Like You (live)
Sortie : 1er juillet 1985

World Wide Live est le deuxième album live officiel du groupe allemand de hard rock, Scorpions. Il est sorti le 20 juin 1985 sur le label EMI/Harvest Records et a été produit par Dieter Dierks.
 Celui-ci est complémentaire de leur premier album live Tokyo Tapes car cette fois les Allemands nous gratifient de leurs classiques période post-1978. Couplé avec la vidéo éponyme, ce live se veut le témoin de ce qui restera comme la plus grande tournée des Scorpions, au summum de son succès et qui remplit toutes les grandes salles de l'Europe aux États-Unis, avec en point d'orgue deux dates au Madison Square Garden de New York.

## Historique
Cet album est enregistré lors de la tournée mondiale de promotion de l'album, Love at First Sting, laquelle s'étale entre le 23 janvier 1984 et le 7 février 1985.Les enregistrements de cet album sont effectués le 29 février 1984 au Palais omnisports de Paris-Bercy, France, le 24 et 25 avril 1984 au Forum de Los Angeles, le 29 avril 1984 à la Sports Arena de San Diego, le 28 avril 1984 au Pacific Amphitheatre de Costa Mesa en Californie et le 17 novembre 1984 à la Sporthalle de Cologne en Allemagne.
Ce live du groupe est celui qui rencontre le plus grand succès commercial, atteignant la 14e position dans les charts aux États-Unis et devenant disque de platine (plus d'un million de copies vendues). En France, il se hisse jusqu'à la 20e place des meilleures ventes de disques et est récompensé par un disque d'or (100 000 exemplaires vendus). Il est inclus dans la liste des vingt plus grands albums live par Hard Rock Magazine en 2004.
A noter que le titre Holiday (enregistré lors du concert parisien) est écourtée à cause de problèmes de voix de Klaus Meine ce soir là.

## Liste des titres
| 1. | Countdown                 | Instrumental                            | Matthias Jabs, Klaus Meine | 0:41 |
| 2. | Coming Home               | Meine                                   | Rudolf Schenker            | 3:17 |
| 3. | Blackout                  | Meine, Herman Rarebell, Sonja Kittelsen | R. Schenker                | 4:11 |
| 4. | Bad Boys Running Wild     | Meine, Rarebell                         | R. Schenker                | 3:45 |
| 5. | Loving You Sunday Morning | Meine, Rarebell                         | R. Schenker                | 4:41 |
| 6. | Make It Real              | Rarebell                                | R. Schenker                | 3:51 |

| 7.  | Big City Nights  | Meine        | R. Schenker | 4:49 |
| 8.  | Coast to Coast   | Instrumental | R. Schenker | 4:40 |
| 9.  | Holiday          | Meine        | R. Schenker | 3:12 |
| 10. | Still Loving You | Meine        | R. Schenker | 5:44 |

| 11. | Rock You Like a Hurricane | Meine, Rarebell | R. Schenker | 4:04 |
| 12. | Can't Live Without You    | Meine           | R. Schenker | 5:28 |
| 13. | Another Piece of Meat     | Rarebell        | R. Schenker | 3:36 |
| 14. | Dynamite                  | Meine, Rarebell | R. Schenker | 7:05 |

| 15. | The Zoo                | Meine        | R. Schenker | 5:46 |
| 16. | No One Like You        | Meine        | R. Schenker | 4:07 |
| 17. | Can't Take Enough Pt.1 | Meine        | R. Schenker | 1:59 |
| 18. | Six String Sting       | Instrumental | Jabs        | 5:18 |
| 19. | Can't Take Enough Pt.2 | Meine        | R. Schenker | 1:52 |

## Musiciens
- Klaus Meine : chant, guitare rythmique sur Coast to Coast
- Rudolf Schenker : guitare rythmique, guitare solo sur Still Loving You, Coast to Coast, Big City Nights et Holiday, chœurs
- Matthias Jabs : guitare solo, guitare rythmique, talkbox, chœurs
- Francis Buchholz : basse, chœurs
- Herman Rarebell : batterie, chœurs

## Charts et certifications

### Album
Charts
| Pays         | Durée du classement | Meilleur classement | Date               |
| ------------ | ------------------- | ------------------- | ------------------ |
| Allemagne    | 33 semaines         | 4e                  | 8 juillet 1985     |
| Autriche     | 14 semaines         | 4e                  | 15 juillet 1985    |
| Belgique (W) | 1 semaine           | 110e                | 14 novembre 2015   |
| Canada       | 24 semaines         | 39e                 | 28 septembre 1985  |
| Espagne      | 2 semaines          | 78e                 | 15 novembre 2015   |
| États-Unis   | 43 semaines         | 14e                 | 28 septembre 1985  |
| France       | 5 semaines          | 20e                 | 1er septembre 1985 |
| Pays-Bas     | 2 semaines          | 47e                 | 27 juillet 1985    |
| Royaume-Uni  | 8 semaines          | 18e                 | 6 juillet 1985     |
| Suède        | 8 semaines          | 9e                  | 12 juillet 1985    |
| Suisse       | 8 semaines          | 18e                 | 7 juillet 1985     |

Certifications
| Pays       | Certification | Ventes      | Date             |
| ---------- | ------------- | ----------- | ---------------- |
| Allemagne  | Or            | 250 000 +   | 1986             |
| Canada     | Platine       | 100 000 +   | 5 mai 1988       |
| États-Unis | Platine       | 1 000 000 + | 4 septembre 1986 |
| France     | Or            | 100 000 +   | 1986             |

### Single
Charts
| Single                 | Chart          | Durée du classement | Position | Date            |
| ---------------------- | -------------- | ------------------- | -------- | --------------- |
| No One Like You (live) | Single Top 100 | 9 semaines          | 40e      | 22 juillet 1985 |
| No One Like You (live) | Single Top 100 | 6 semaines          | 77e      | 28 juillet 1985 |